# Alex Rowley
Alexander Andrew Penman Rowley (né le 30 novembre 1963) est un homme politique écossais qui est chef adjoint du Parti travailliste écossais de 2015 à 2017 et chef par intérim du parti d'août à novembre 2017. Il est membre du Parlement écossais depuis 2014, d'abord pour la circonscription de Cowdenbeath et pour la région Mid Scotland et Fife depuis 2016. Il est décrit comme étant de la gauche politique du Parti travailliste écossais.
Né à Dunfermline, Rowley étudie l'éducation communautaire à l'Université d'Édimbourg avant de devenir secrétaire général du Parti travailliste écossais et conseiller de Fife. Élu pour la première fois au Parlement écossais lors d'une élection partielle en janvier 2014, il perd à Cowdenbeath contre Annabelle Ewing du SNP aux élections de 2016, mais est réélu en tant que membre supplémentaire pour Mid Scotland et Fife.
À la suite de la démission de Kezia Dugdale, il est chef par intérim du Parti travailliste écossais lors des élections à la direction du parti travailliste écossais de 2017. Il est secrétaire du cabinet fantôme pour les communautés et les gouvernements locaux de 2018 à 2019 et secrétaire du cabinet fantôme pour le Brexit et les relations constitutionnelles de 2019 à 2020. Il est actuellement secrétaire du cabinet fantôme chargé des transports, des infrastructures et de la connectivité.

## Jeunesse
Né à Dunfermline et élevé à Kelty, Rowley fait ses études au lycée St Columba à Dunfermline  Il étudie pour une maîtrise en sociologie et politique au Newbattle Abbey College de Dalkeith et à l'Université d'Édimbourg et plus tard pour une maîtrise en éducation communautaire à Édimbourg .

## Carrière politique
Rowley est secrétaire général du Parti travailliste écossais pendant un an, de mai 1998 à mai 1999. Il est élu pour la première fois au Conseil régional de Fife en 1990, et est président des finances, et il devient ensuite le premier chef du nouveau conseil de Fife, poste auquel il est réélu en 2012 jusqu'à son élection au Parlement écossais en 2014.
Avant son élection au Parlement écossais, Rowley est conseiller Fife (réélu en 2007) et chef du groupe travailliste du Conseil. Il travaille comme responsable de l'éducation au TUC et pendant cinq ans en tant qu'assistant, agent électoral et directeur de circonscription de l'ancien premier ministre Gordon Brown. À la gauche politique du parti, il est considéré comme le bras droit et protégé de Brown ,,. Il se présente aux élections du Parlement écossais de 2011 comme candidat travailliste pour Dunfermline.
Rowley est candidat à l'élection à la direction adjointe du Parti travailliste écossais en 2015 et est soutenu dans sa candidature par les syndicats ASLEF, CWU, NUM, Scottish Co-Operative Party, Socialist Health Association, TSSA, UCATT et UNISON. Il remporte confortablement les préférences de vote au premier tour des membres du parti travailliste et l'emporte avec plus de la moitié des voix au deuxième tour de scrutin. Il est élu le 15 août 2015. À la suite de la démission de Kezia Dugdale, il lui succède en tant que chef par intérim du Parti travailliste écossais, jusqu'à ce que le nouveau chef soit élu .
Rowley est porte-parole des travaillistes écossais pour les communautés et le gouvernement local d'octobre 2018 à septembre 2019 . Au cours du processus budgétaire écossais 2019, Rowley est réprimandé par le dirigeant travailliste écossais en raison des discussions personnelles de Rowley avec le secrétaire aux finances du SNP sur le soutien du budget en échange de coupes dans le gouvernement local remplacées par des coupes dans l'enseignement supérieur en violation de la politique du Parti travailliste écossais et minant le porte-parole du budget James Kelly .
Rowley devient le porte-parole du travail écossais pour le Brexit et les relations constitutionnelles en septembre 2019 . En novembre 2020, il est transféré au poste de ministre de l'économie parallèle . Il soutient Monica Lennon aux élections à la direction du Parti travailliste écossais de 2021 . Après qu'Anas Sarwar ait remporté l'élection à la direction, il nomme Rowley au poste de secrétaire du cabinet fantôme pour les transports, l'infrastructure et la connectivité .

## Vie privée
Rowley a trois enfants adultes, dont Danielle Rowley qui est députée de Midlothian de 2017 à 2019 et a également une petite-fille.
Le 15 novembre 2017, Rowley démissionne de son poste de chef adjoint après avoir été accusé d'avoir envoyé des SMS irrespectueux quatre ans auparavant, à une ancienne maîtresse . L'ancienne dirigeante travailliste écossaise Kezia Dugdale et le candidat à la direction Anas Sarwar appellent à la suspension de Rowley du parti pendant que l'enquête est menée. L'enquête a conclu qu'il n'y avait pas à répondre car il n'y avait pas eu de plainte officielle. Un porte-parole du parti a ajouté: "Le parti a été approché par des journaux avec des affirmations non fondées, sans aucune preuve partagée avec le parti travailliste avant la publication dans le journal Sun" .